# Гумбольдт (кратер)
Кратер Гумбольдт (англ. Humboldt) — великий порівняно молодий метеоритний кратер біля східного лімба видимої сторони  Місяця. Названо на честь німецького філолога, філософа, мовознавця, державного діяча, дипломата  Вільгельма Гумбольдта та затверджено  Міжнародним астрономічним союзом в 1935 р. Освіта кратера відноситься до пізньоімбрійского періоду.

## Опис кратера
Найближчими сусідами кратера є кратер Філліпс на заході, кратер Гекатей на півночі, кратер Кюрі на північному сході, кратер Барнард на південному сході, кратер Абель на півдні-південному-сході. Від північної частини валу в північно-східному напрямку відходить ланцюжок кратерів Гумбольдта, на південному сході від кратера лежить море Східне. Селенографічні координати центру кратера 27°01′ пд. ш. 80°58′ сх. д. / 27.02° пд. ш. 80.96° сх. д., діаметр 199,46 км, глибина 5,16 км.
Кратер має полігональну форму з западиною в південно-східній частині, у місці примикання кратера Барнард. Вал кратера порівняно невисокий і сильно зруйнований.  Піднесення валу над навколишньою місцевістю складає 1910 м. Дно чаші кратера досить рівне, у центрі чаші розташована група піків, на півночі-північному заході від центральних піків розташовано супутній кратер Гумбольдт N. Дно чаші кратера перетяте системою борозен, що утворюють радіальні промені й концентричні дуги. У західній, північно-західній, північно-східній і південно-західній частині чаші розташовані ділянки місцевості темного кольору. У східній частині чаші розташовано три невеликих кратери, один з них є концентричним кратером.
Кратер Гумбольдт має яскраву відбивну здатність у  радіохвилях (70 см), що пояснюється невеликим віком кратера й наявністю багатьох нерівних поверхонь і уламків порід. За рахунок свого розташування біля східного лімба Місяця кратер при спостереженнях має сильно спотворену форму, умови його спостереження залежать від лібрації Місяця.

## Сателітні кратери
| Гумбольдт | Широта    | Довгота   | Діаметр  |
| --------- | --------- | --------- | -------- |
| B         | 30,83 ° S | 83,64 ° E | 20,88 км |
| N         | 26,05 ° S | 80,65 ° E | 14,49 км |